# Kohei Tezuka
Kohei Tezuka (født 6. april 1996) er en japansk fodboldspiller.
Han har spillet for flere forskellige klubber i sin karriere, herunder Kashiwa Reysol.